# شفاء الصدور
شفاءالصدور فی شرح زیارت‌العاشور کتابی در شرح زیارت عاشورا که به سفارش میرزای شیرازی، توسط شاگردش میرزا ابوالفضل تهرانی به زبان فارسی نوشته شده‌است. سپس خود میرزای شیرازی بر آن تقریضی نوشته‌است. این کتاب هم توسط سید محمد شعاع فاخر به زبان عربی ترجمه شده‌است.
مهمترین شرح و تحقیق این کتاب، توسط سید علی موحد ابطحی انجام و منتشر شده است.

## چاپ‌های کتاب
کتاب شفاءالصدور برای نخستین بار در شهر بمبی به صورت سنگی چاپ شده است. سپس چندین بار در ایران چاپ و منتشر گردید.